# Dieter Moherndl
Dieter Moherndl (* 20. Januar 1968 in Trostberg) ist ein deutscher Snowboarder. Bei den Snowboard-Weltmeisterschaften 1997 wurde er Vizeweltmeister im Slalom.
Moherndl begann 1991 den Snowboardsport leistungsmäßig zu betreiben, ab 1995 gehörte er zur deutschen Nationalmannschaft. Nach dem Gewinn der Silbermedaille bei den Weltmeisterschaften 1997 konnte er im folgenden Jahr dritter des Gesamtweltcups werden und sich für die die Olympischen Winterspiele 1998 in Nagano qualifizieren. Hier belegte er im Riesenslalom den 14. Platz.